# KrAZ Cougar
Il KrAZ Kuguar (ucraino: КрАЗ Кугуар, in inglese: KrAZ Cougar) è un'auto blindata ucraina basata su telaio Toyota Land Cruiser 79 con trazione 4×4, prodotta da AvtoKrAZ su licenza di Streit Group. È utilizzato dalle Forze terrestri ucraine, dalla Guardia nazionale dell'Ucraina, dalla Guardia di frontiera ucraina e dal ministero della difesa ucraino. I veicoli sono stati utilizzati anche da una missione speciale dell'OSCE in Ucraina.

## Descrizione
Il KrAZ Kuguar è prodotto negli stabilimenti AvtoKrAZ su licenza del Canadian Streit Group.
È un veicolo blindato a ruote basato sul telaio Toyota Land Cruiser 79 con trazione 4×4. La sua lunghezza è di 5,35 m, la larghezza di 2,03 m e l'altezza di 2,11 m. L'armatura soddisfa i requisiti del CEN BR6 e la parte inferiore della cabina resiste all'esplosione di due granate DM-51. L'interno è climatizzato. Il peso del Kuguar è di 5,9 tonnellate. Gli pneumatici hanno inserti run flat. Il veicolo può essere alimentato da un motore diesel Toyota 4 da 240 CV o da un motore a benzina Toyota 4,5 l da 218 CV e dispone di un cambio manuale a cinque marce. I serbatoi possono contenere 180 litri di carburante.
L'equipaggiamento aggiuntivo può includere argani di salvataggio, gancio di traino, postazione di tiro senza pilota e coperture in vetro balistico.
La cabina può ospitare da due a tre persone. Nel vano posteriore, invece, c'è posto per sei persone. In alternativa, il veicolo può trasportare un carico di 1000 kg.
L'armamento del Kuguar è formato da una mitragliatrice multi-calibro da 12,7 mm, una mitragliatrice da 7,62 mm o un lanciagranate automatico da 40 mm montato sul tetto.

## Impiego operativo
I veicoli KrAZ Kuguar sono usati dagli ucraini durante la guerra del Donbass. Il 3 dicembre 2014, nella regione di Luhans'k, un veicolo blindato è esploso su un ordigno esplosivo (in seguito è stato restaurato e consegnato alle guardie di frontiera). Il 7 dicembre 2014 un KRAZ Kuguar delle guardie di frontiera è caduto in un'imboscata e ha subito degli spari, ma ha lasciato il campo di battaglia da solo: l'auto ha ricevuto 76 colpi.

## Utilizzatori
Ucraina
- Guardia nazionale dell'Ucraina

Nell'agosto 2014, la guardia ha ricevuto i primi veicoli KrAZ Kuguar e KrAZ Spartan.
- Forze terrestri ucraine

Il 22 ottobre 2014 i primi veicoli dell'esercito ucraino sono stati consegnati al 16º Battaglione di fanteria motorizzata "Poltava".
- Guardia di frontiera dell'Ucraina

Nel febbraio 2017 il Servizio di frontiera ucraino ha annunciato di aver ricevuto i primi veicoli KrAZ Kuguar.
Nel 2021 il Ministero della Difesa ucraino ha acquistato veicoli KrAZ Kuguar per il servizio di trasporto speciale per oltre 7 milioni di grivnie.
OSCE
Secondo i rapporti ucraini la missione speciale dell'OSCE in Ucraina, operativa da marzo 2014, utilizza, tra l'altro, Kuguar. Una delle colonne di questi veicoli è stata vista nel novembre 2014 a Kremenčuk. Nel 2018 AvtoKrAZ ha effettuato la manutenzione dei veicoli, alcuni dei quali sono stati ridipinti con in mimetica ucraina e consegnati alle Forze armate ucraine.